# Chiloxanthinae
Chiloxanthinae is een onderfamilie van oeverwantsen. De familie werd voor het eerst wetenschappelijk beschreven door Cobben in 1859.

## Taxonomie
De onderfamilie bevat de volgende geslachten:

- Brevrimatus Zhang, Yao & Ren, 2011
- Chiloxanthus Reuter, 1891
- Enalosalda J. Polhemus, 1969
- Luculentsalda Zhang, Yao & Ren, 2013
- Oligosaldina Statz & Wagner, 1950
- Paralosalda J. Polhemus & Evans, 1969
- Pentacora Reuter, 1912
- Propentacora J. Polhemus, 1985
- Venustsalda Zhang et al., 2012